# Коди (Вајоминг)
Коди (енгл. Cody) град је у америчкој савезној држави Вајоминг.

## Демографија
По попису из 2010. године број становника је 9.520, што је 685 (7,8%) становника више него 2000. године.
| Група             | 2000.         | 2010.         |
| Белци             | 8.461 (95,8%) | 8.959 (94,1%) |
| Афроамериканци    | 9 (0,1%)      | 16 (0,2%)     |
| Азијати           | 51 (0,6%)     | 41 (0,4%)     |
| Хиспаноамериканци | 196 (2,2%)    | 291 (3,1%)    |
| Укупно            | 8.835         | 9.520         |